# 1ЛГ-606М
1ЛГ-606М — советский проект панельных домов индустриального домостроения. Предшественник — серия 1ЛГ-606.

## Описание
Проект серии 1ЛГ-606М разработан в мастерской № 4 Ленпроекта. Называть её модернизированным вариантом серии 1ЛГ-606 неправильно, так как дома изменились как снаружи, так и внутри. Была кардинально изменена планировка лестнично-лифтового узла: лифт ушёл в глубину корпуса, а лестница стала трёхпролётной. Посередине лестницы находится проём с мусоропроводом. В квартирах увеличены размеры кухонь до 7,91 м2, изменена конструкция вентиляционного блока, позволившая увеличить размеры санузла, увеличено количество подсобных помещений. Стали использоваться керамзитобетонные панели на два окна.
Первый дом серии строился на углу Искровского проспекта и улицы Антонова-Овсеенко в модификации 1ЛГ-606М-11 с сентября 1969 года и сдан госкомиссии 29 сентября 1971 года с оценкой «отлично». В 1985 году проект претерпел небольшие изменения: окна подъездов сузились и была повышена высота потолков технического этажа.
«Классическая» серия 606М строилась до 1992 года, которую постепенно заменяла серия 606.11.

### Типовые проекты
- 1ЛГ-606М-7 — 7 секций, 319 квартир;
- 1ЛГ-606М-11 — 11 секций, 384 квартиры;
- 1ЛГ-606М-11В — 11 секций, 464 квартиры, на первом этаже коммерческие помещения;
- 1ЛГ-606М-13 — 13 секций, 515 квартир.

#### 8613/1
К началу 1973 года архитектором М. Е. Русаковым были разработаны 14-этажные секции серии 1ЛГ-606М. Проект здания утвержден распоряжением Ленгорисполкома № 40Р от 4 февраля 1973 года, а уже в марте на улице Стасовой началось строительство дома. Сдан в эксплуатацию 29 декабря 1974 года. Первоначально планировалось построить весь дом 14-этажным (в том числе угловые секции), но угловые секции в 14 этажей не были спроектированы, поэтому они имеют стандартную высоту в 9 этажей. На территории Санкт-Петербурга позже было выстроено 6 таких же зданий.
Внутриквартальный фасад здания — соверешенно новый для домов серии — это связано с введением незадымляемых лестниц, которые служат сильным тектоническим акцентом этого фасада, поскольку активно выдаются из основной плоскости фасада.
В октябре 1975 года был утверждён новый проект — 8613/1 — это 14-этажный 4-секционный жилой дом на 336 квартир, поэтому относить предыдущие 7 домов к этому проекту неправильно. Первый дом был построен на Будапештской улице в июне 1976 года. Строительство домов проекта продолжалось до 1987 года. В Петербурге выстроено 19 домов проекта, ещё 2 — в Колпине.

#### 606.11
В 1985 году разработаны проекты 10-этажных 7-секционных домов 606.11.87 на 272 квартиры и 606.11.88 на 391 квартиру с увеличенным количеством однокомнатных квартир. Первые дома построены в 1986 году на Шлиссельбургском проспекте (606.11.87), последний — в 2000 году на Октябрьской набережной, 124 (606.11.88). В доме увеличено количество балконов, изменена облицовочная плитка. В остальном серия не отличается от 606М. Также была разработана магистральная версия серии 606.11.87 — первый этаж в таком доме нежилой, а лицевой фасад значительно изменён.
В 1999 году Невский домостроительный комбинат № 6 был признан банкротом, производство было прекращено. Тогда же документацию на серию 606.11 выкупил Колпинский ДСК-5. Колпинский комбинат модернизировал серию — была изменена форма балконов, с 2005 года пассажирский лифт заменён на грузовой. Появились 4-, 14-, 16- и 17-этажные модификации, в настоящее время разрабатывается проект 24-этажного дома. Дома этой серии строятся и сейчас, преимущественно в Колпине и посёлке Тельмана, единично в Санкт-Петербурге и Всеволожске.

## Галерея
- Жилой дом серии 8613/1 на Шлиссельбургском проспекте, 45
- Жилой дом серии 606.11 Колпинского ДСК-5 в посёлке Тельмана на Ладожском бульваре, 5
- Жилой дом серии 606.11 Колпинского ДСК-5 в Колпине на Московской улице, 5
- Жилой дом серии 606.11 Колпинского ДСК-5 в посёлке Тельмана на Квартальной улице, 2

### Фотогалереи и базы данных
- Список домов серии 1Лг-606М.
  - Список домов проекта 1Лг-606М-5.
  - Список домов проекта 1Лг-606М-6.
  - Список домов проекта 1Лг-606М-7.
  - Список домов проекта 1Лг-606М-11.
  - Список домов проекта 1Лг-606М-11В.
  - Список домов проекта 606.11.
  - Список домов проекта 606.11.87.
  - Список домов проекта 606.11.88.
  - Список домов проекта 8613/1.